# Aristona
Aristona is sinds 1928 een handelsmerk van Philips. Het maakte vooral opgang in de jaren 1960 en 1970. Aristona was een goedkoper alternatief voor Philipsproducten. In sommige gevallen was de kleur en een Aristonalabel het enige verschil. Alleen populaire producten werden onder het B-merk verhandeld.
Onder het merk Aristona werden producten gevoerd als televisietoestellen, (draagbare) platenspelers, cassettespelers, bandrecorders, cassettes, 8 sporencassettes, radio's en dvd-spelers.
Het merk moet niet verward worden met het Italiaanse witgoedmerk Ariston.